# Dystheatias balia
Dystheatias balia är en insektsart som beskrevs av Ronald Gordon Fennah 1970. Dystheatias balia ingår i släktet Dystheatias och familjen kilstritar. Inga underarter finns listade i Catalogue of Life.